# Рокфор-ле-Каскад
Рокфо́р-ле-Каска́д (фр. Roquefort-les-Cascades) — коммуна во Франции, находится в регионе Юг — Пиренеи. Департамент коммуны — Арьеж. Входит в состав кантона Лавлане. Округ коммуны — Фуа.
Код INSEE коммуны — 09250.

## Население
Население коммуны на 2008 год составляло 100 человек.
| 1962 | 1968 | 1975 | 1982 | 1990 | 1999 | 2008 |
| ---- | ---- | ---- | ---- | ---- | ---- | ---- |
| 105  | 115  | 99   | 105  | 114  | 107  | 100  |

## Экономика
В 2007 году среди 57 человек в трудоспособном возрасте (15—64 лет) 37 были экономически активными, 20 — неактивные (показатель активности — 64,9 %, в 1999 году было 72,7 %). Из 37 активных работали 32 человека (19 мужчин и 13 женщин), безработных было 5 (2 мужчины и 3 женщины). Среди 20 неактивных 5 человек были учениками или студентами, 9 — пенсионерами, 6 были неактивными по другим причинам.